# Scone (Szkocja)
Scone (gael. Sgàin) – miejscowość położona ok. 2 km od miasta Perth, w Perth and Kinross. Miejsce koronacji władców Szkocji.

## Historia
Scone było miejscem koronacji władców piktyjskich i szkockich. W średniowieczu, w latach 1114–1122 wybudowano opactwo, w którym znajdował się Kamień Przeznaczenia.
W roku 1296 król Anglii, Edward I podczas najazdu na Szkocję, utworzył w nim garnizon. Samo opactwo ograbił wywożąc między innymi Kamień Przeznaczenia do Westminsteru, gdzie kamień przechowywany był do 1996, służąc podczas koronacji władców Anglii i Wielkiej Brytanii. W 1297 roku William Wallace zajął garnizon, rozpoczynając powstanie przeciwko rządom angielskiego króla.
Opactwo Scone było siedzibą królów Szkocji i miejscem posiedzeń parlamentu.
W czerwcu 1559 roku klasztor został zaatakowany i zniszczony przez protestantów.
W 1803 roku na ruinach klasztoru rozpoczęto budowę nowego pałacu Old Scone, a większość populacji osiedliła się w pobliskim miejscu określanym New Scone.
W 2007 roku szkoccy archeolodzy, dzięki badaniom geofizycznym, otrzymali obraz fundamentów byłego opactwa. Następnie w pałacu i okolicy rozpoczęto odkrywkowe prace archeologiczne.

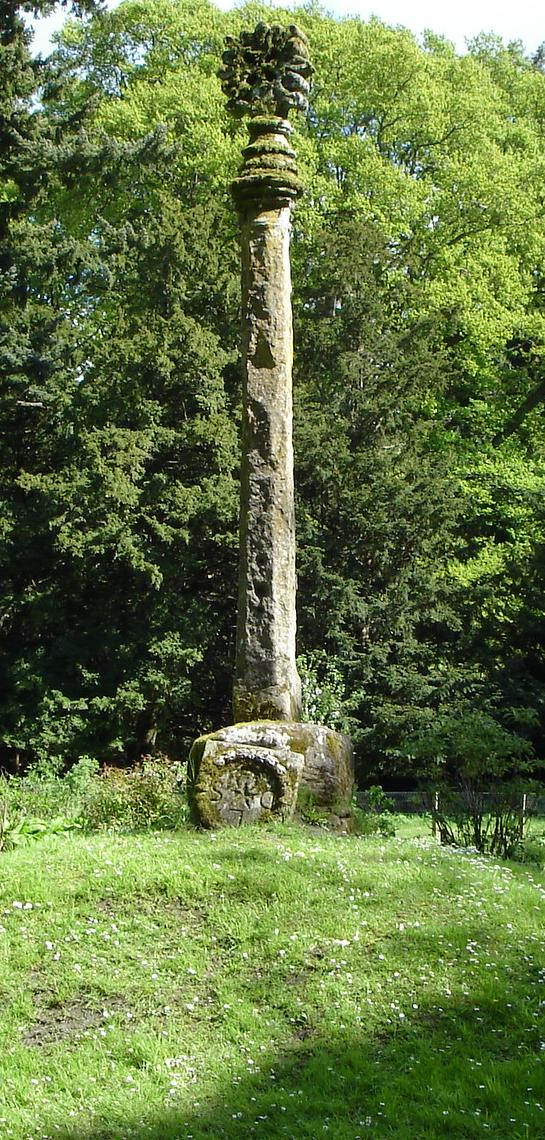